# Ernst Lampert
Ernst Lampert   (1818 - 1879) fou un músic alemany.
Es distingí com a pianista, com a director d'orquestra i sobretot com a compositor. El 1855 fou nomenat mestre de capella de Gotha.
Va compondre una opereta, Nanon, i l'òpera Didon, diverses obertures, cantates i d'altres obres musicals.